# Batalha de Turim (312)
A Batalha de Turim ou Augusta dos Taurinos (em latim: Augusta Taurinorum) foi um confronto travado na primavera de 312, durante a Guerra Civil entre os imperadores romanos Constantino, o Grande (r. 306–337) e Magêncio (r. 306–312). Foi o segundo confronto entre os exércitos imperiais deles na Itália durante o conflito e foi travada nas imediações da cidade de Augusta dos Taurinos (atual Turim).
É incerto o número de soldados arregimentados, com as fontes sobreviventes fornecendo valores discrepantes. Seja como for, a batalha de Turim resultou numa importante vitória de Constantino. Muitas cidades da planície Padana abriram suas portas para o imperador vencedor, permitindo a ele prosseguir em sua marcha pelo interior da península Itálica contra as forças de Magêncio.

## Antecedentes
Desde 293, o Império Romano está dividido em duas metades, cada qual governada por um Augusto (imperador sênior) e um César (imperador júnior). Em 306, o augusto do Ocidente Constâncio Cloro (r. 293–306) falece em Eboraco (atual Iorque, Inglaterra) e seus soldados elevam seu filho Constantino, o Grande (r. 306–337) como seu sucessor. O augusto do Oriente Galério (r. 293–311), no entanto, eleva Valério Severo (r. 305–307) à posição de augusto, pois pelas prerrogativas do sistema tetrárquico vigente, sendo ele o césar ocidental, deveria suceder o augusto morto. Após algumas discussões diplomáticas, Galério demoveu Constantino para a posição de césar, o que ele aceitou, permitindo assim que Severo assumisse sua posição.
Magêncio (r. 306–312), filho de Maximiano (r. 285-305; 310), o Augusto antecessor de Constâncio Cloro, com inveja da posição de Constantino, declara-se imperador na Itália com o título de príncipe e chama seu pai da aposentadoria para co-governar consigo. Por 307, ambos sofrem invasões de Valério Severo, que é derrotado e morto, e Galério, que decide retirar-se. Em 308, na Conferência de Carnunto convocada por Galério, o oficial Licínio (r. 308–324) foi nomeado Augusto do Ocidente e deveria, portanto, lidar com o usurpador, porém nada fez. No mesmo ano, em algum momento antes da conferência, Maximiano tentara depor seu filho num fracassado plano, o que forçou-o a fugir para a corte de Constantino na Gália.
Em 310, contudo, Maximiano também tentaria depor Constantino, mas seria derrotado e forçado a suicidar-se. No ano seguinte, Magêncio, conclamando vingança pela morte de seu pai, declara guerra a Constantino, que responde com uma invasão ao norte da Itália com 40 000 soldados; Zósimo alega que o exército invasor era de 90 000 infantes e 8 000 cavaleiros provenientes de germânicos e celtas subjugados e de parte do exército estacionado na Britânia. Após o Cerco de Segúsio (atual Susa, Itália), Constantino dirige-se para o interior e depara-se com uma força de Magêncio acampada nas imediações de Augusta dos Taurinos (atual Turim).

## Batalha e rescaldo
O exército de Magêncio era composto principalmente por contingentes de cavalaria pesada (clibanários e catafractários). Ele avançava em formação de cunha, levando Constantino a ordenar ao centro de seu exército que recuasse de modo a permitir às laterais circundar o inimigo que, composto de cavalaria pesada, não manobraria rapidamente. A cavalaria de Constantino, ao contrário da de seu rival, era leve e, portanto, melhor manobrável. Para otimizar o combate, Constantino havia equipado seus soldados com clavas perfurantes, que inutilizavam a couraça inimiga, ao mesmo tempo que ordenou que seus infantes avançassem contra o exército inimigo para cortar a rota de fuga. A vitória constantiniana foi fácil e rápida.
Augusta dos Taurinos recusou-se a dar refúgio para as forças em retirada de Magêncio, preferindo abrir suas portas para Constantino. Outras cidades da planície norte-italiana enviaram emissários a Constantino parabenizando-o por sua vitória. Ele moveu-se para Mediolano (atual Milão), onde encontrou as portas abertas e alegria eufórica. Constantino descansou seu exército em Milão até meados do verão de 312, quando moveu-se para Bríxia (atual Bréscia), onde lutaria novamente.